# Put Your Hands Up (If You Feel Love)
Put Your Hands Up (If You Feel Love) è un singolo della cantante pop australiana Kylie Minogue, pubblicato il 29 maggio 2011 dall'etichetta discografica Parlophone.

## Descrizione
Il brano è stato scritto da Miriam Nervo, Olivia Nervo e Fin-Dow Smith e prodotto da Starsmith, ed è stato estratto come quarto singolo dall'album Aphrodite, uscito quasi un anno prima.
La rotazione radiofonica del brano è cominciata il 10 giugno 2011. Anche prima della sua pubblicazione, l'artista aveva già eseguito il brano durante l'Aphrodite - Les Folies Tour, tour musicale di supporto al disco.
Il singolo del brano musicale Put Your Hands Up (If You Feel Love), contiene diversi remix e anche la b-side Silence.

## Il video
Il video musicale del singolo Put Your Hands Up (If You Feel Love) è uscito il 6 giugno successivo.

## Tracce
Remixes - Promo - CD-Maxi (Parlophone - (EMI)
1. Put Your Hands Up (If You Feel Love) (Original) - 3:40
2. Put Your Hands Up (If You Feel Love) (Pete Hammond Remix) - 7:56
3. Put Your Hands Up (If You Feel Love) (Pete Hammond Remix Edit) - 4:39
4. Put Your Hands Up (If You Feel Love) (NERVO Hands Up Extended Club Mix) - 6:59
5. Put Your Hands Up (If You Feel Love) (Bimbo Jones Remix) - 6:04
6. Put Your Hands Up (If You Feel Love) (Basto's Major Mayhem Dub) - 5:52
7. Put Your Hands Up (If You Feel Love) (Basto's Major Mayhem Mix) - 5:24
8. Put Your Hands Up (If You Feel Love) (Basto's Major Mayhem Edit) - 3:02
9. Silence - 3:41

## Classifiche
| Classifica (2011)   | Posizione raggiunta |
| ------------------- | ------------------- |
| Austria             | 38                  |
| Australia           | 50                  |
| Belgio (Fiandre)    | 36                  |
| Regno Unito         | 93                  |
| Stati Uniti (Dance) | 1                   |